# Bukedea
Pour le district, voir Bukedea (district).
Bukedea est une ville de la région Est de l'Ouganda. Elle constitue le principal centre municipal, administratif et commercial du district de Bukedea et le siège de ce district.